# Skupnost narodov
Skupnost narodov (angleško Commonwealth of Nations; od 1964 samo The Commonwealth) je politično združenje 54 samostojnih suverenih držav, ki so skoraj vse nekdanji teritoriji oz. kolonije Britanskega imperija. Poleg matičnega Združenega kraljestva Velike Britanje in Severne Irske sta edini izjemi Mozambik in Ruanda. Te države priznavajo simbolno vlogo britanskega monarha kot vodje združenja in vzdržujejo prijateljske stike ter razne konkretnejše oblike sodelovanja. Včasih je bila skupnost znana kot Britanska skupnost narodov (British Commonwealth of Nations) oz. le Britanska skupnost (British Commonwealth)
Organizacija nima formalnih pravil, ki bi urejala odnose med članicami, odločitve o potezah sprejemajo s posvetovanjem med članicami, bodisi s korespondenco, bodisi prek odposlanikov, imenovanih visoki komisarji. Glavno besedo imajo vodje vlad članic, britanski monarh pa ima zlasti ceremonialno vlogo, za vzdrževanje tradicije. Aktivnosti koordinira sekretariat Skupnosti narodov pod vodstvom generalnega sekretarja, ki je podrejen odboru guvernerjev, tega sestavljajo visoki komisarji vseh članic v Združenem kraljestvu. Navzven organizacijo zastopa predstavnik, ki ga izmenično imenuje vsaka članica, z mandatom dveh let.
Kot matična država in gospodarska velesila ima Združeno kraljestvo številne gospodarske povezave z ostalimi članicami, vendar so morali ugodne trgovinske sporazume prekiniti po vstopu v Evropsko unijo, tako da so ostale članice sklepale trgovinske sporazume z EU. Po izstopu Združenega kraljestva ostajata v EU še dve članici Skupnosti narodov, Ciper in Malta. Poleg tega prihaja na britanske univerze študirat mnogo študentov iz drugih članic, od ostalih kulturnih izmenjav pa je poznana predvsem športna prireditev Igre Commonwealtha.

## Članice
Skupnost narodov sestavlja 54 držav na vseh celinah, s skupno 2,4 milijarde prebivalcev. 15 jih priznava britanskega monarha kot vodjo države (tem pravimo tudi kraljestva Skupnosti narodov, angleško Commonwealth Realms), 32 je republik, šest pa jih ima druge monarhe.
Seznam članic (datum prvega pristopa v oklepaju):
- Antigva in Barbuda (1981)
- Avstralija (1931)
- Bahami (1973)
- Bangladeš (1972)
- Belize (1981)
- Barbados (1966)
- Bocvana (1966)
- Ciper (1961)
- Dominika (1978)
- Esvatini (1968) – pridružena kot Svaziland (Svazi), leta 2018 spremenila ime v Esvatini
- Fidži (1970) – izstopila leta 1987, ponoven vstop leta 1997, suspendirana med 2000 in 2001 ter med 2009 in 2014
- Gambija (1965) – izstopila leta 2013, ponoven vstop leta 2018
- Gana (1957)
- Grenada (1974)
- Gvajana (1966)
- Indija (1947)
- Jamajka (1962)
- Južna Afrika (1931) – izstopila leta 1961, ponoven vstop leta 1994
- Kamerun (1995) – članica kljub temu, da je bil pod britansko upravo le manjši del ozemlja, preostanek je bil nemška kolonija
- Kanada (1931)
- Kenija (1963)
- Kiribati (1979)
- Lesoto (1966)
- Malavi (1964)
- Malezija (1957)
- Maldivi (1982) – izstopila leta 2016, ponoven vstop leta 2020
- Malta (1964)
- Mavricij (1968)
- Mozambik (1995) – poleg Ruande edina članica, ki ni bila nikoli niti delno pod britansko upravo
- Namibija (1990) - del Britanskega imperija je bilo le območje mesta Walvis Bay, ostalo je bilo nemška kolonija
- Nauru (1999)
- Nova Zelandija (1931)
- Nigerija (1960) – suspendirana med leti 1995 in 1999
- Pakistan (1947) – izstopila leta 1972, ponoven vstop leta 1989, suspendirana med 1999 in 2004 ter med 2007 in 2008
- Papua Nova Gvineja (1975)
- Ruanda (2009) – poleg Mozambika edina članica, ki ni bila nikoli niti delno pod britansko upravo
- Salomonovi otoki (1978)
- Samoa (1970)
- Sejšeli (1976)
- Sierra Leone (1961)
- Singapur (1965)
- Sveti Krištof in Nevis (1983)
- Sveta Lucija (1979)
- Sveti Vincencij in Grenadine (1979)
- Šrilanka (1948)
- Tanzanija (1961)
- Tonga (1970)
- Trinidad in Tobago (1962)
- Tuvalu (1978)
- Uganda (1962)
- Vanuatu (1980)
- Zambija (1964)
- Združeno kraljestvo Velike Britanije in Severne Irske (1931)